# Бактеріохлорофіл

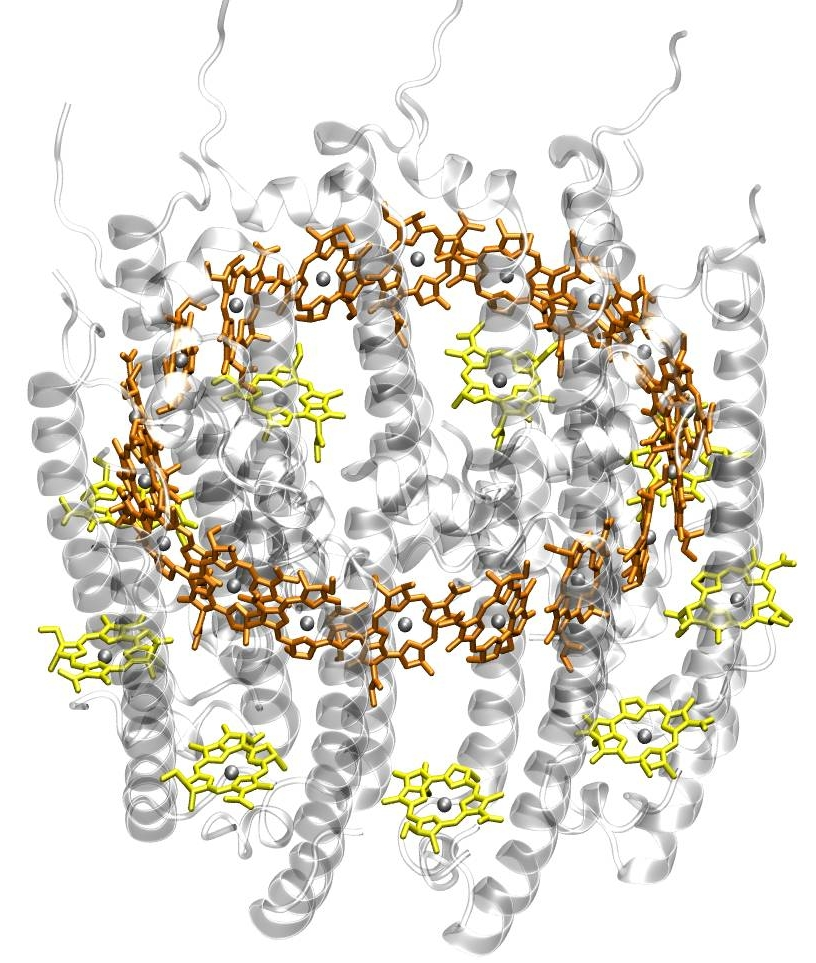
Фотосинтезуючий комплекс бактерій. Бактеріохлорофіл виділено кольором

Бактеріохлорофіл — зелений пігмент пурпурових та зелених бактерій, що здатні до фотосинтезу. Локалізований у хроматофорах бактеріальної клітини. Більшість пурпурових бактерій містить бактеріохлорофіл-а,близький до хлорофілу-а зелених рослин. Деякі пурупурні бактерії містять бактеріохлорофіл-b. Зелені бактерії містять бактеріохлорофіл-с, -d або -е які суттєво відрізняються від інших хлорофілів. Незвичайний за будовою хлорофіл-g виділений у облігатно анаеробних фотосинтезуючих бактерій (Heliobacterium chlorum та Heliobacillus mobilis), які виділені у групу геліобактерій. Кожен вид пігменту має свій спектр поглинання, зокрема тип (-а) може поглинати світло з довжиною хвилі до 900 нм, (-b) — до 1100 нм, (-с), (-d) та (-е) — до 840 нм, (-g) максимум поглинання припадає на 790 нм. Здатність поглинати світло у діапазоні 800—1100 нм дає змогу пурпуровим бактеріям розвиватись тільки при наявності невидимих оком інфрачервоних променів.
Всі хлорофіли є похідними порфіринів (складні гетероциклічні сполуки) з атомом магнію у центрі молекули.
Різні види бактеріохлорофілів класифікують на основі різних радикалів, приєднаних до молекули порфірину. Такими радикалами можуть виступати різні багатоатомні спирти, такі як фітол, фарнезол, гераніл-гераніол тощо.